# Ulada Tscharnjauskaja
Ulada  Anatoljeuna Tscharnjauskaja (belarussisch Улада Анатольеўна Чарняўская, russisch Влада Анатольевна Чернявская, englische Transkription Vlada Anatolyevna Chernyavskaya resp. Vlada Cherniavskaia; * 10. Juni 1966 in Bijsk, geborene Ulada Bjaljuzina, belarussisch Улада Бялюціна, russisch Влада Белютина) ist eine belarussische Badmintonspielerin.

## Sportliche Karriere
Tscharnjauskaja gewann von 1984 bis 1990 fünf nationale Titel in der UdSSR. Nach dem Zerfall der Sowjetunion avancierte sie zur Serienmeisterin in Belarus. Insgesamt erkämpfte sie bis 2007 31 belorussische Titel.
Beim Badmintonturnier bei den Olympischen Spielen 1996 startete sie sowohl im Einzel als auch im Mixed. In beiden Disziplinen scheiterte sie in der ersten Runde und wurde so 17. im Mixed und 33. im Einzel.

## Sportliche Erfolge
| Saison | Veranstaltung                          | Disziplin   | Sieger                                          |
| ------ | -------------------------------------- | ----------- | ----------------------------------------------- |
| 1989   | UdSSR Einzelmeisterschaften            | Damendoppel | Elena Rybkina / Ulada Tscharnjauskaja           |
| 1990   | Kanada: Internationale Meisterschaften | Dameneinzel | Ulada Tscharnjauskaja                           |
| 1990   | Sowjetische Badmintonmeisterschaft     | Mixed       | Vitaliy Shmakov / Ulada Tscharnjauskaja         |
| 1990   | Sowjetische Badmintonmeisterschaft     | Damendoppel | Jelena Rybkina / Ulada Tscharnjauskaja          |
| 1992   | Belorussland: Einzelmeisterschaften    | Damendoppel | Ulada Tscharnjauskaja / Tatjana Gerassimowitsch |
| 1993   | Bulgarian International                | Mixed       | Wital Schmakou / Ulada Tscharnjauskaja          |
| 1993   | Bulgarian International                | Damendoppel | Tatjana Gerassimowitsch/ Ulada Tscharnjauskaja  |
| 1993   | Belorussland: Einzelmeisterschaften    | Damendoppel | Ulada Tscharnjauskaja / Tatjana Gerassimowitsch |
| 1993   | Belorussland: Einzelmeisterschaften    | Dameneinzel | Ulada Tscharnjauskaja                           |
| 1994   | Belarus: Einzelmeisterschaften         | Dameneinzel | Ulada Tscharnjauskaja                           |
| 1994   | Belarus: Einzelmeisterschaften         | Damendoppel | Ulada Tscharnjauskaja / Tatjana Gerassimowitsch |
| 1994   | Belarus: Einzelmeisterschaften         | Mixed       | Wital Schmakou / Ulada Tscharnjauskaja          |
| 1995   | Belarus: Einzelmeisterschaften         | Dameneinzel | Ulada Tscharnjauskaja                           |
| 1995   | Belarus: Einzelmeisterschaften         | Damendoppel | Ulada Tscharnjauskaja / Tatjana Gerassimowitsch |
| 1995   | Belarus: Einzelmeisterschaften         | Mixed       | Wital Schmakou / Ulada Tscharnjauskaja          |
| 1996   | Belarus: Einzelmeisterschaften         | Dameneinzel | Ulada Tscharnjauskaja                           |
| 1996   | Belarus: Einzelmeisterschaften         | Mixed       | Wital Schmakou / Ulada Tscharnjauskaja          |
| 1996   | Belorussland: Einzelmeisterschaften    | Damendoppel | Ulada Tscharnjauskaja / Tatjana Gerassimowitsch |
| 1997   | Belorussland: Einzelmeisterschaften    | Damendoppel | Ulada Tscharnjauskaja / Tatjana Gerassimowitsch |
| 1997   | Belarus: Einzelmeisterschaften         | Dameneinzel | Ulada Tscharnjauskaja                           |
| 1998   | Belarus: Einzelmeisterschaften         | Dameneinzel | Ulada Tscharnjauskaja                           |
| 1998   | Belarus: Einzelmeisterschaften         | Damendoppel | Ulada Tscharnjauskaja / Tatjana Gerassimowitsch |
| 1999   | Belarus: Einzelmeisterschaften         | Dameneinzel | Ulada Tscharnjauskaja                           |
| 1999   | Belarus: Einzelmeisterschaften         | Damendoppel | Ulada Tscharnjauskaja / Tatjana Gerassimowitsch |
| 2001   | Belarus: Einzelmeisterschaften         | Mixed       | Wital Schmakou / Ulada Tscharnjauskaja          |
| 2002   | Belarus: Einzelmeisterschaften         | Mixed       | Wital Schmakou / Ulada Tscharnjauskaja          |
| 2003   | Senioren-Weltmeisterschaft 35+         | Dameneinzel | Ulada Tscharnjauskaja                           |
| 2003   | Senioren-Weltmeisterschaft 35+         | Damendoppel | Ulada Tscharnjauskaja / Petja Georgijewa        |
| 2003   | Belarus: Einzelmeisterschaften         | Damendoppel | Ulada Tscharnjauskaja / Marija Kisil            |
| 2003   | Belarus: Einzelmeisterschaften         | Dameneinzel | Ulada Tscharnjauskaja                           |
| 2003   | Belarus: Einzelmeisterschaften         | Mixed       | Wital Schmakou / Ulada Tscharnjauskaja          |
| 2004   | Belarus: Einzelmeisterschaften         | Damendoppel | Ulada Tscharnjauskaja / Marija Kisil            |
| 2004   | Belarus: Einzelmeisterschaften         | Dameneinzel | Ulada Tscharnjauskaja                           |
| 2005   | Belarus: Einzelmeisterschaften         | Mixed       | Andrej Maljutin / Ulada Tscharnjauskaja         |
| 2005   | Belarus: Einzelmeisterschaften         | Damendoppel | Ulada Tscharnjauskaja / Marija Kisil            |
| 2005   | Belarus: Einzelmeisterschaften         | Dameneinzel | Ulada Tscharnjauskaja                           |
| 2007   | Belarus: Einzelmeisterschaften         | Mixed       | Juri Sakolin / Ulada Tscharnjauskaja            |
| 2007   | Belarus: Einzelmeisterschaften         | Damendoppel | Ulada Tscharnjauskaja / Marija Kisil            |